# سوسن رذرفورد
سوسن رذرفورد (Iris rutherfordii) هو نوع نبات ينتمي إلى جنس السوسن والجنس الفرعي Xiphium. وهو نبات معمر دوقصي.

## التصنيف
في يونيو 2004، تم إرسال مجموعة بحثية مشتركة ممولة من جامعة ريدينغ ومتحف التاريخ الطبيعي بلندن في رحلة استكشافية إلى المغرب في عام 2004. وقد عثروا على مجموعة من نباتات السوسن تشبه في شكلها السوسن المتأخر في شمال المغرب (شمال جبال الريف) على ارتفاع 90 متر فوق مستوى سطح البحر. وفي عام 2006، سافر فريق آخر من الحديقة النباتية الملكية بمدريد (Real Jardin Botanico de Madrid) إلى نفس المنطقة ووجدوا نفس النوع من السوسن. ثم أجريت بحوثات مفصلة على هذا النوع ووُجد أنه يختلف عن السوسن المتأخر. بعد ذلك تم وصف النبات بشكل مشترك من قبل خورخي مارتن رودريغيز وبابلو فارغاس ومارك كارين وستيفن جوري في مصنّف "كاندوليا" (Candollea). 64: 128 عام 2009.
سُمي النبات على اسم رونالد رذرفورد، الذي كان عالم نبات يعمل في جامعة ريدينغ.

## الوصف
لها بصلة بنية اللون (19-27 مم × 12-18 مم) مع غطاء يشبه الورق. لها 2-3 أوراق ضيقة بيضاء (بطول بين 35-40 سم وعرضها بين 1.2-3 ملم) محاطة بساق يكون طوله 40-50 سم. الزهور الزرقاء التي تظهر في يونيو، لها أنبوب غلاف يبلغ طوله حوالي 1.5-4 مم. ولها أطراف أرجوانية زرقاء مع خطوط بيضاء تشبه الأعصاب.

## الموطن الأصلي
عُثر على سوسن رذرفورد بالقرب من مدينة الناظور بمنطقة الريف في شمال المغرب، هناك مجموعة صغيرة (حوالي 50 نبتة في عام 2006) تنمو في الأراضي العشبية المفتوحة ذات التربة الصخرية على ارتفاعات تتراوح بين 50-100 متر فوق مستوى سطح البحر.
يوجد النبات بالقرب من طريق تم توسيعه مؤخرًا، لذا فإنه قد يكون معرضًا لخطر الانقراض. ووفقًا لدراسة فإن النبات يتطابق مع معايير الأنواع "المهددة بالانقراض بشدة"، التي وضعها الاتحاد الدولي لحفظ الطبيعة.